# Åryd (Småland)
Åryd is een plaats in de gemeente Växjö in het landschap Småland en de provincie Kronobergs län in Zweden. De plaats heeft 1655 inwoners (2005) en een oppervlakte van 198 hectare.

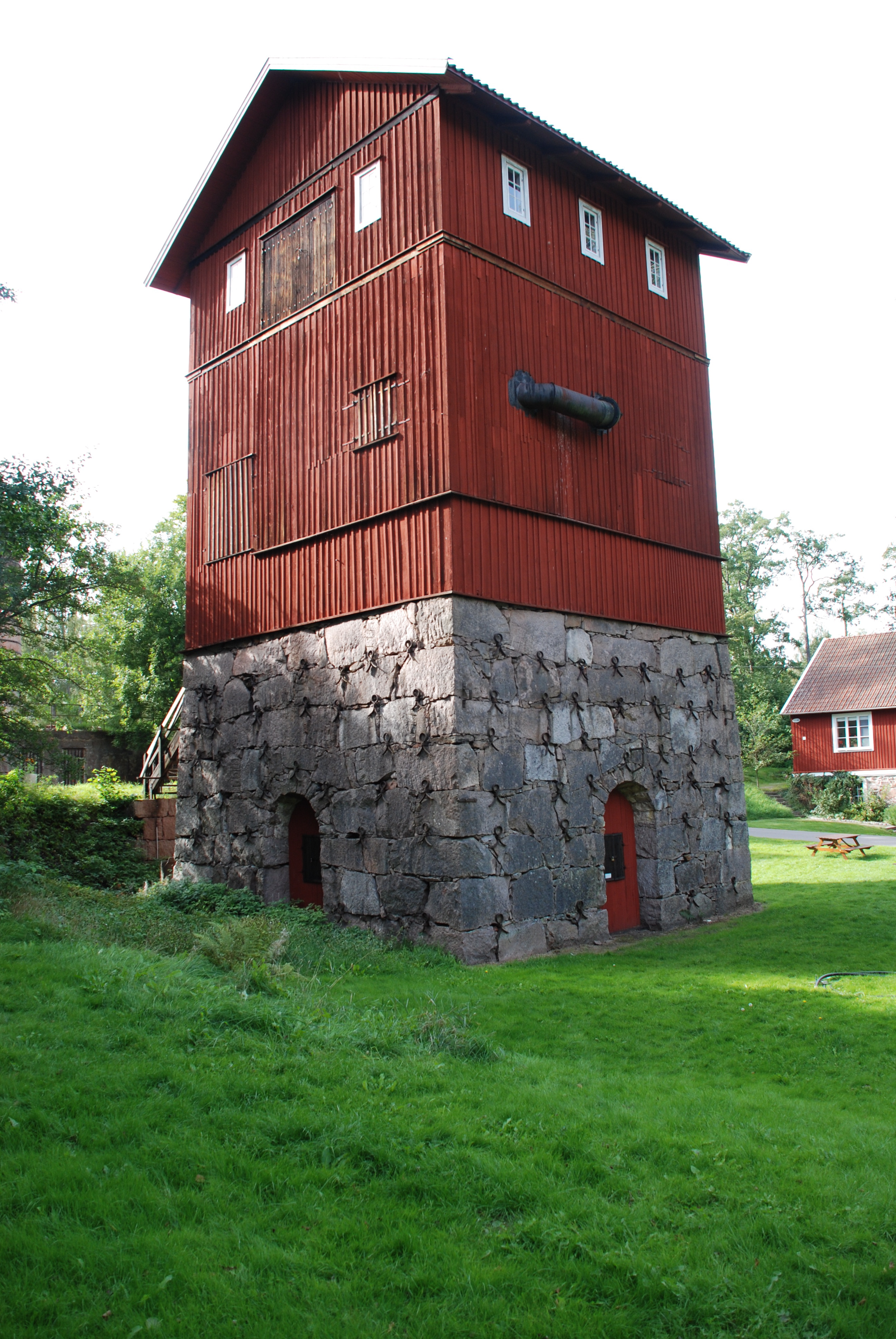
Een gerestaureerde hoogoven in Åryd